# O Ornitólogo
O Ornitólogo è un film del 2016 diretto da João Pedro Rodrigues.

## Trama
L'ornitologo Fernando rischia di affogare durante un'escursione in canoa e viene salvato da due ragazze cinesi in pellegrinaggio verso Santiago di Compostela. Durante la notte, alcuni umani vestiti con abiti variopinti danzano nel bosco vicino. Tra questi Jesus, un pastore sordomuto, porta del cibo all'ornitologo e intrattiene una relazione con lui [...]

## Produzione
L'Instituto do Cinema e do Audiovisual ha fornito un contributo di 720000 € per la realizzazione di questo film.

## Distribuzione
Il film è stato presentato l'8 agosto 2016 in Svizzera, al Festival del film Locarno. L'uscita nei cinema in Francia è avvenuta il 30 novembre seguente.
È stato presente nella sezione Onde del 34° Torino Film Festival.

## Riconoscimenti
- 2016 - Festival di Locarno
  - Pardo d'argento per la miglior regia